# Bandera de Alabama
La bandera del estado de Alabama fue aprobada por la Ley 383 de la legislatura del estado de Alabama el 16 de febrero de 1895:

La bandera del estado de Alabama será una cruz de San Andrés carmesí en un campo blanco. Las barras que forman la cruz no deben ser menor a seis pulgadas de ancho y debe extenderse diagonalmente a través de la bandera de lado a lado. - (Code 1896, §3751; Code 1907, §2058; Code 1923, §2995; Code 1940, T. 55, §5.)

La cruz de San Andrés mencionada es una cruz diagonal, conocida en vexilología como aspa. Debido a que las barras deben ser de al menos seis pulgadas de ancho, las pequeñas representaciones de la bandera de Alabama no cumplen con la definición legal.

La cruz de Borgoña, usada en el sur de Alabama hasta 1800.

Una teoría no aceptada universalmente es que se basa en la Cruz de Borgoña, bandera del antiguo Imperio Español desde su introducción en la España del siglo XVI por Felipe I de Castilla, siendo que el Imperio Español exploró y anexó las tierras de Alabama en la Florida española que duró de 1513 a 1821.

## Historia

### Bandera de 1861
El 11 de enero de 1861, la Convención de Secesión de Alabama aprobó una resolución que designaba una bandera oficial. Diseñada por varias mujeres de Montgomery, los toques finales fueron realizados por Francis Corra, de esa ciudad. Un lado de la bandera mostraba a la diosa de la Libertad sosteniendo una espada desenvainada en la mano derecha; en la izquierda, sostenía una pequeña bandera azul con una estrella dorada. Sobre la estrella dorada aparece el texto "Alabama" en mayúsculas. En un arco sobre esta figura se leía "Independiente Ahora y Para Siempre". El reverso de la bandera tenía una planta de algodón con una serpiente de cascabel enroscada. El texto "Noli Me Tangere" ("No me toques" en latín) se colocó debajo de la planta de algodón. Esta bandera ondeó hasta el 10 de febrero de 1861, cuando fue trasladada a la oficina del gobernador tras sufrir daños por el mal tiempo. Nunca más volvió a ondear.

### Bandera actual

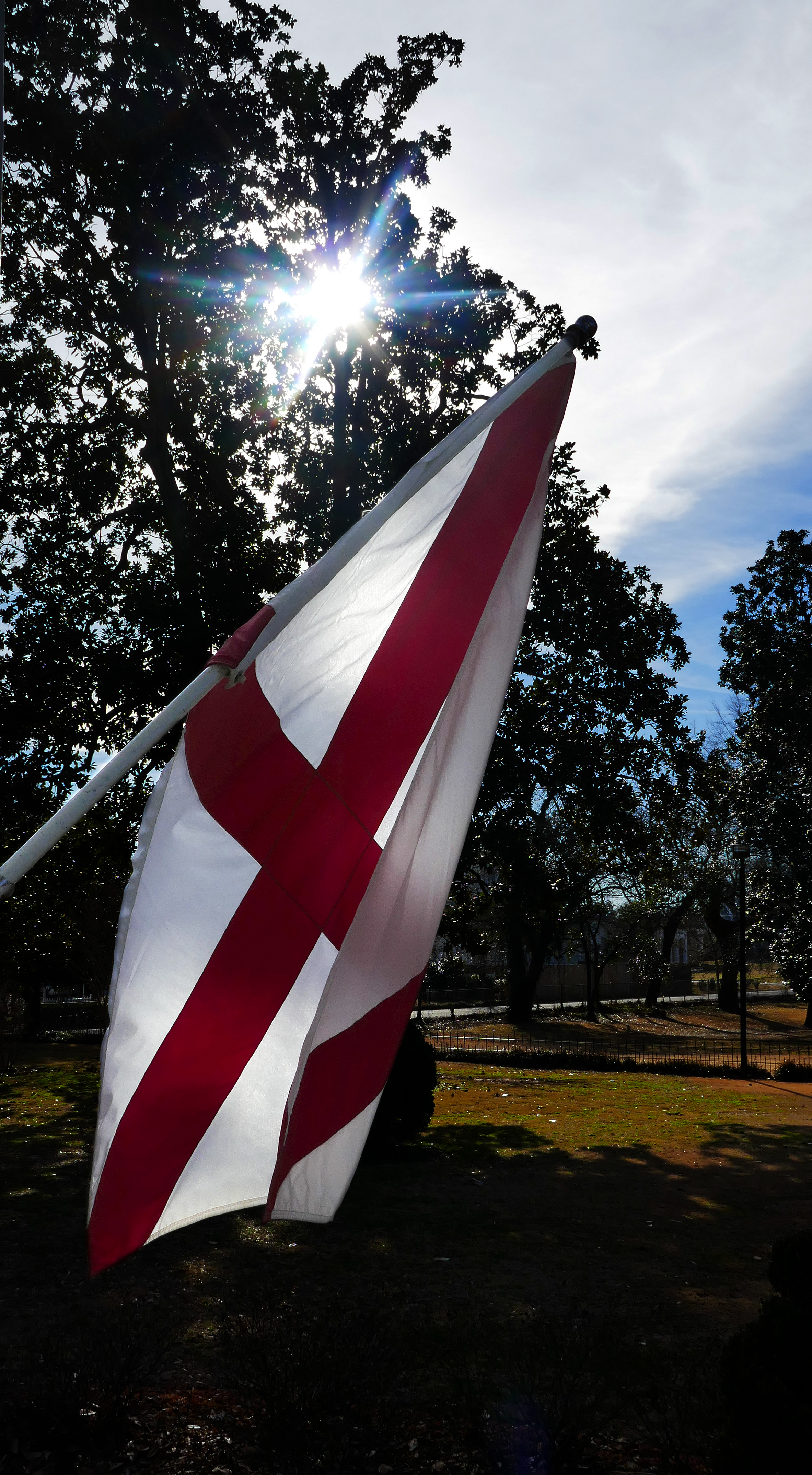
La bandera del estado de Alabama exhibida en Ivy Green, el lugar de nacimiento de Helen Keller en Tuscumbia

La bandera del estado de Alabama en forma cuadrada.

La bandera actual de Alabama se adoptó en 1895. La legislación presentada por el representante John WA Sanford Jr. estipulo: «La bandera del estado de Alabama será una cruz carmesí de San Andrés sobre fondo blanco. Las barras que forman la cruz no tendrán menos de quince centímetros de ancho y deben extenderse diagonalmente a través de la bandera de lado a lado». La cruz de San Andrés representa la cruz en la que fue crucificado.
La legislación que creó la bandera estatal no especificó que esta debía ser cuadrada, sino que definió el ancho de las barras de la cruz. En 1987, la oficina del Fiscal General de Alabama, Don Siegelman, declaró en una carta que la forma correcta de la bandera estatal es rectangular, como se había representado numerosas veces en publicaciones y reproducciones oficiales. A pesar de esto, la bandera todavía se representa a menudo como cuadrada, incluso en publicaciones oficiales del gobierno federal de los Estados Unidos.
La cruz de San Andrés de la bandera de Alabama tiene similitudes a la cruz de San Andrés de la bandera de Florida, que deriva de la Cruz de Borgoña española. El sur de Alabama fue originalmente parte de la Florida española y posteriormente de Florida occidental.
Alabama adoptó el diseño de su bandera en 1895, cinco años antes que Florida.

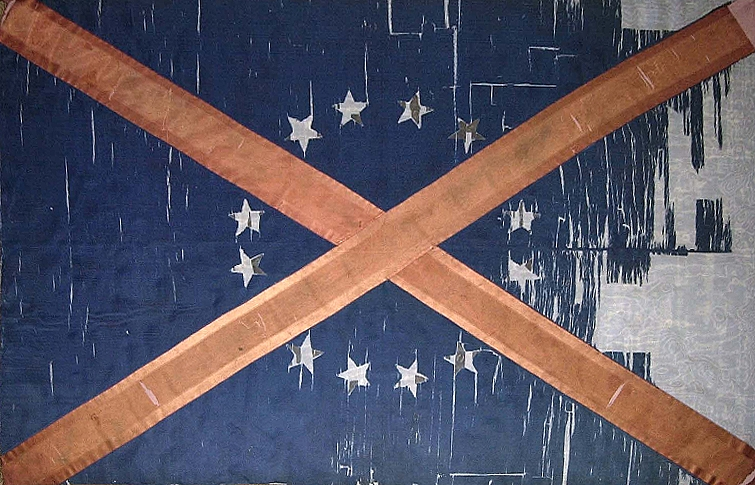
Según Bell Allen Ross, la bandera de la Legión de Hilliard sirvió de inspiración para el diseño de la bandera de Alabama de John WA Sanford Jr.
La Cruz Española de Borgoña.

## Bandera del gobernador
La bandera del gobernador de Alabama es una variante de la bandera estatal. En la cruz de aspa superior, se exhibe el escudo de armas estatal. En la cruz de aspa inferior, se encuentra el escudo militar estatal, que consiste en una planta de algodón con su cápsula en pleno florecimiento.
|                                    |
| Bandera del gobernador desde 1939. |

|                                       |
| Bandera del gobernador antes de 1939. |

## Otras banderas
|                                                                                           |
| Bandera que supuestamente ondeó para conmemorar la condición de estado de Alabama, c1819. |

| |
| Bandera del centenario de Alabama, confeccionada en 1919 por la Sra. Igual King Sorsby para celebrar los 100 años de la condición de estado. |

| |
| Bandera del Bicentenario de Alabama, diseñada en 2019 para conmemorar el 200 aniversario de la condición de estado de Alabama. |